# فینال جام حذفی فوتبال انگلستان ۱۸۷۹
فینال جام حذفی فوتبال انگلستان ۱۸۷۹، رقابت پایانی جام حذفی فوتبال انگلستان در سال ۱۸۷۹ میلادی است که مابین دو تیم باشگاه فوتبال الد اتونیاس و باشگاه فوتبال کلاپهام راورز در ورزشگاه اووال لندن برگزار شده‌است.
این مسابقه که در تاریخ ۲۹ مارس ۱۸۷۹ انجام شده‌است با نتیجه ۱ بر ۰ به سود تیم باشگاه فوتبال الد اتونیاس به پایان رسید.